# Neuromodulace
Neuromodulace je fyziologický proces, při kterém daný neuron používá jednu nebo více chemických látek na regulaci různých populací neuronů. Naproti tomu synaptický přenos je takový přenos, v němž se na axonálním zakočení vylučují neurotransmitery k rychle reagujícím receptorům jediného konkrétního neuronu. Neuromodulátory jsou neurotransmitery, které difundují přes nervové tkáně, ovlivňují pomalu působící receptory mnoha neuronů. Hlavními neuromodulátory CNS jsou dopamin, serotonin, acetylcholin, histamin, a noradrenalin. 
Obecně mají modulační účinky na cílové oblasti a ovlivňují tak mj. vznik akčních potenciálů v buňkách (po kvalitativní i kvantitativní stránce), např. rychlost tvorby vzruchu v buňce, trvání, rychlost šíření aj. 
Neuromodulátor může být koncipován jako neurotransmiter, který se znovu nevstřebává do presynaptického neuronu nebo rozpadá na metabolity. Neuromodulátory se také vyskytují v mozkomíšním moku a ovlivňují činnost dalších neuronů. Proto lze některé neurotransmitery považovat také za neuromodulátory (např. serotonin či acetylcholin).
Neuromodulace je rozdílná ve srovnání s "obvyklým" synaptickým přenosem. V obou případech mediátor působí na místní postsynaptické receptory, ovšem zatímco u neuromodulace jde obvykle o receptory spřažené s G proteinem, u tvorby vzruchu jsou zapojeny typicky ligandem řízené iontové kanály. Neurotransmise zahrnující metabotropní receptory či napětím řízené iontové je poměrně pomalá. Naopak přenos vzruchů, který zahrnuje výhradně ligandem řízené iontové kanály, je mnohem rychlejší. 